# سی‌پی۲کی
سی پی ۲ کی (به انگلیسی CP2K) یک برنامه برای محاسبات شیمی کوانتومی و فیزیک ماده چگال با مجوز آزاد (GPL) است که در فرترن ۲۰۰۳ نوشته شده‌است وبرای انجام شبیه‌سازی‌های اتمی حالت جامد، مایع، مولکولی، دوره ای، مواد، کریستال و بیولوژیکی استفاده می‌شود. این بسته یک چارچوب کلی برای روش‌های مختلف فراهم می‌کند: نظریه تابعی چگالی (DFT) با استفاده از یک رویکرد ترکیبی از توابع موج گاوسی و توابع موج تخت (GPW) از طریق LDA، GGA , MP2، تخمین تصادفی فاز سطوح تئوری، جفت کلاسیک و پتانسیل‌های بس‌ذرهای، نیمه تجربی (طرحهای ترکیبی AM1، PM3، MNDO , MNDOd, PM6) و محکم، و همچنین مکانیک کوانتومی / مکانیک ملکولی (QM / MM) با تکیه بر گسترش پتانسیل الکترواستاتیکی گاوسی (GEEP). CP2K می‌تواند شبیه‌سازی دینامیک مولکولی، متادینامیک، مونت کارلو، دینامیک اهرنفست، آنالیز ارتعاش، طیف‌سنجی در سطح هسته، بهینه‌سازی انرژی و بهینه‌سازی حالت انتقال را با استفاده از روش NEB یا دیمر انجام دهد.
CP2K افزونه‌های ویرایشگر را برای برجسته سازی نحو Vim و Emacs به همراه سایر ابزارهای تولید ورودی و پردازش خروجی فراهم می‌کند.